# Wajeha al-Huwaider
Wajeha al-Huwaider (en arabe : وجيهة الحويدر), née en 1962 ou 1963 en Arabie saoudite, est une militante et écrivaine saoudienne, qui a joué un rôle clé dans les campagnes anti-tutelle masculine et pour les femmes au volant, au début du XXIe siècle. Elle est la cofondatrice de l'Association pour la protection et la défense des droits des femmes en Arabie saoudite.

## Biographie

### Écrivaine, militante pour les droits des femmes
Wajeha al-Huwaider est d'abord une écrivaine saoudienne, mais qui se retrouve interdite interdite de publication en Arabie saoudite en août 2003. Elle s'est orientée alors encore plus vers le militantisme, en s'adressant aux médias à l'extérieur de son pays. Elle est devenue internationalement connue pour ses écrits sur les droits des femmes.
Wajeha al-Huwaider a publié dans le quotidien en arabe Al-Watan et dans le quotidien en anglais Arab News. Le 6 août 2006, Wajeha al-Huwaider a été arrêtée après avoir protesté publiquement en tenant une pancarte indiquant « Accordez leurs droits aux femmes ». Elle a été de nouveau détenue le 20 septembre 2006 pendant six heures.
Avant sa libération, Wajeha al-Huwaider a été forcée de signer une déclaration acceptant de mettre fin à tout militantisme en faveur des droits humains et a été interdite de voyager en dehors de l' Arabie saoudite . L'interdiction de voyager a été levée le 28 septembre.
Wajeha Al-Huwaider a soutenu la nomination de Norah Al-Fayez au poste de vice-ministre de l'Éducation et a ajouté que le gouvernement saoudien doit promouvoir les droits des femmes. Elle a écrit: « Les Saoudiennes sont faibles, quel que soit leur statut, même celles qui sont« choyées » parmi elles, car elles n'ont aucune loi pour les protéger des attaques de quiconque. L'oppression des femmes et l'effacement de leur identité sont un défaut affectant la plupart des foyers en Arabie saoudite ».

### Campagnes pour le droit de conduire et contre la tutelle masculine
En 2007, elle a présenté une pétition au roi Abdallah demandant la fin de l'interdiction des femmes conductrices. Elle a recueilli des signatures pour la pétition dans les espaces publics et sur Internet, malgré l'intimidation et le blocage fréquent de son adresse e-mail. Wajeha Al-Huwaider a également fait campagne contre les lois sur le mahram ou la tutelle qui donnent aux parents masculins le contrôle de la vie quotidienne des femmes, y compris la permission de voyager à l'extérieur du domicile.
En 2008, elle a attiré l'attention des médias internationaux lorsqu'une vidéo de sa conduite en Arabie saoudite a été publiée sur YouTube ; il était alors illégal pour les femmes de conduire en Arabie saoudite,.
En 2009, elle a délibérément tenté à trois reprises de traverser la frontière avec le Bahreïn sans l'approbation d'un tuteur masculin. Elle s'est vu refuser le départ les trois fois. Elle a encouragé d'autres femmes à tenter la même expérience pour protester contre le système de tutelle masculine en général.
Une brève période passée aux États-Unis l'a influencée à devenir une militante féministe : « Avant cela, je savais que j'étais un être humain. Cependant, aux États-Unis, je l'ai ressenti, parce que j'étais traité comme tel. J'ai appris que la vie ne signifie rien sans liberté. Ensuite, j'ai décidé de devenir une véritable militante des droits des femmes, afin de libérer les femmes de mon pays et pour qu'elles se sentent vivantes ». Le rédacteur en chef de l'Aafaq, partisan de la réforme, a comparé al-Huwaidar à Rosa Parks.
En 2011, Wajeha al-Huwaider et Fawzia al-Oyouni ont été accusées d'enlèvement pour avoir tenté d'aider Nathalie Morin à échapper à son mari violent et à se rendre à l'ambassade du Canada à Riyad,. Les accusations ont été abandonnées en raison de l'influence d'un éminent homme politique de la région, mais un an plus tard, Wajeha al-Huwaider et Fawzia al-Oyouni ont été inculpées sous prétexte de takhbib (incitation à la séparation entre un mari et une femme). Le 15 juin 2013, Wajeha al-Huwaider et Fawzia al-Oyouni ont été reconnues coupables et condamnées à une peine de prison de dix mois, avec une interdiction de voyager supplémentaire de deux ans.